# Liste des évêques de Gallup
Liste des évêques de Gallup (Dioecesis Gallupiensis)
L'évêché de Gallup est créé le 16 décembre 1939, par détachement de celui de Tucson et de l'archevêché de Santa Fe.

## Les évêques
- 20 juillet 1940-25 août 1969 : Bernard Espelage (Bernard Théodore Espelage)
- 25 août 1969-31 mars 1990 : Jérôme Hastrich (Jérôme Joseph Hastrich)
- 31 mars 1990-30 avril 2008 : Donald Pelotte (Donald Edmond Pelotte)
  - 3 janvier 2008-30 avril 2008 : Thomas Olmsted (Thomas James Olmsted), administrateur apostolique.
- 30 avril 2008-5 février 2009 : siège vacant
  - 30 avril 2008-5 février 2009 : Thomas Olmsted (Thomas James Olmsted), toujours administrateur apostolique.
- depuis le 5 février 2009 : James Wall (en) (James Sean Wall)

## Source
- (en) Fiche de l'Annuaire pontifical, sur Catholic-Hierarchy